# ارنست بلاکلوک توبرون
ارنست بلاکلوک توبرون (انگلیسی: Ernest Blakelock Thubron; ۱ ژانویهٔ ۱۸۶۱ – ۲۲ مهٔ ۱۹۲۷) راننده قایق موتوری اهل فرانسه بود.